# Jemenitische tapuit
De Jemenitische tapuit (Oenanthe bottae) is een zangvogel uit de familie Muscicapidae (Vliegenvangers). De vogel werd in 1854 door Charles Lucien Bonaparte als soort geldig beschreven met de naam Campicola bottae. De soort is genoemd naar de Italiaans-Franse wetenschapper en diplomaat Paul-Émile Botta.

## Kenmerken
De vogel is 15 tot 16 cm lang.Van boven is de vogel grijsbruin, ook op de kruin. Kenmerken is een witte, smalle wenkbrauwstreep met onmiddellijk daaronder een zwarte oogstreep en een witte kin. De borst is licht oranjebruin en de buik is wit. De vogel lijkt sterk op de Ethiopische tapuit (O. frenata) en die werd daarom ook wel als ondersoort beschouwd. 

## Verspreiding en leefgebied
Deze soort komt komt voor in zuidwestelijk Saoedi-Arabië en Jemen. De leefgebieden liggen in natuurlijke, stenige graslanden in bergachtig gebied op hoogten boven de 1700 meter boven zeeniveau.